# Nadezhda Georgieva
Nadezhda Georgieva (Bulgaria, 7 de septiembre de 1961) es una atleta búlgara retirada especializada en la prueba de 4 × 100 m, en la que ha conseguido ser subcampeona europea en 1986.

## Carrera deportiva
En el Campeonato Europeo de Atletismo de 1986 ganó la medalla de plata en el relevo 4x100 metros, con un tiempo de 42.68 segundos, llegando a meta tras Alemania del Este y por delante de la Unión Soviética. Sus compañeras de equipo fueron Ginka Zagorcheva, Aneliya Nuneva y Yordanka Donkova.
En la Copa Europea celebrada al año siguiente en Praga ganó dos medallas de plata: en 200 metros —con un tiempo de 22.50 segundos, tras la alemana Silke Gladisch y por delante de la polaca Ewa Kasprzyk (bronce con 22.63 segundos— y en relevos 4x100 metros, con un tiempo de 42.31 segundos, tras Alemania del Este y por delante de Alemania del Oeste.